# جکی استوارت
جکی استوارت (انگلیسی: Jackie Stewart؛ زاده ۱۱ ژوئن ۱۹۳۹) راننده سابق مسابقات فرمول یک اهل اسکاتلند ملقب به «اسکاتلندیِ پرنده» است. او سه بار قهرمانی فرمول یک جهان را در کارنامه دارد.